# Metriocnemus silesiacus
Metriocnemus silesiacus är en tvåvingeart som först beskrevs av Jean-Jacques Kieffer 1921.  Metriocnemus silesiacus ingår i släktet Metriocnemus och familjen fjädermyggor.
Artens utbredningsområde är Polen. Inga underarter finns listade i Catalogue of Life.